# Grad Rubije
Grad Rubije   ali Rubijski grad (italijansko Castello di Rubbia) je grad ali dvorec, ki stoji na levem bregu nad reko Vipavo blizu sotočja ali izliva v reko Sočo v občini Sovodnje ob Soči v italijanski deželi Furlaniji-Julijski krajini. Lokacija je bila v antiki in v srednjem veku vojaško-strateška točka za nadzor nad potjo ob Vipavi na vzhod proti Panoniji. Današnji dvorec je obnovljena renesančna zgradba na temeljih iz 15. stoletja, ki je v privatni lasti in se uporablja kot vinarija.

## Zgodovina
Grad Rubije je bil zgrajen med 15. in 16. stoletjem na starejših že obstoječih objektih, o čemer priča še obstoječe obzidje. Lega gradu Rubije je precej strateška, saj je z njega mogoč nadzor nad cestami, ki so skozi Vipavsko dolino povezovale Beneško nižino z Donavsko nižino.  Rubijski grad je naslednik utrdbe, ki je bila morda zgrajena v rimskih časih. Po mnenju zgodovinarjev Tita Miottija  in Vinicia Tomadina  so na nekaterih vogalnih kamnih stolpa zareze, značilne za rimsko kamnoseško dejavnost.
Prvi znani lastnik gradu je bil grof Egg. Nato je v začetku 16. stoletja pripadal  družini grofov Torre-Valsassina. Ti so  grad in gospoščino prodali plemenitemu Angelu Giacomu Edlingu. Okoli začetka 16. stoletja je celoten kompleks končal v rokah družine Coronini oziroma Cipriana Coroninija Kromberga, ki ga je nato držala več stoletij. Grad se je večkrat znašal na frontnih črtah nekaterih pomembnih vojn: gradiščanske in prve svetovne vojne, pri čemer je v obeh primerih utrpel veliko škodo. Med gradiškimi vojnami (1616-1617) je bil v gradu štab poveljnika nadvojvodskih čet generala Adema Trautmannsdorfskega. Prav v tem času je dvorec močno poškodoval topniški izstrelek, ki ga je zadel. Leta 1872 je grad kupil Leonardo Bianchi di Casalanza, ki se je po smrti žene Lujze Cavriani tam upokojil in dve leti živel v samoti ter skrbel za obnovo gradu. Obnovil je tudi mlin na Vipavi, gojil sviloprejke in zasadil vinograde in razvil pomembno kmetijsko podjetje - vinarijo. 
Leta 1874 se je poročil z baronico Jožefino Steininger, potomko tržaške družine Sartorio, in Rubije spremenil v središče družabnega življenja. Baron je umrl leta 1912 in zapustil posestvo z gradom kot dediščino svojim sinovom. 
Grad je bil še posebej močno poškodovan med prvo svetovno vojno. Nečak Leonarda Bianchija di Casalanza, Karlo, je dal zgraditi majhno hišo v bližini ruševin čudovitega gradu in je od leta 1948 do 1961 živel v Rubiji s svojo družino. Šele v prvem desetletju 21. stoletja so se lotili rekonstrukcije gradu in ponovne uporabe na podlagi najdenih zgodovinskih dokumentov njegovega projektiranja. Danes je v njem vinarija. 
Leta 1563 je v gradu bival tudi Primož Trubar, ki se je iz Gorice pred protireformatorji umaknil v varnejše zatočišče. Tu je tudi pridigal in krščeval.